# 귀축
귀축(鬼畜)은 본래 불교 용어로, 불교의 개념인 육도 중의 하나, 아귀와 축생을 아우른 〈아귀축생〉의 약어이다. 상기의 용어가 변화를 거듭해, 사람이 해서는 안되는 행위를 하는 사람을 가리키는 뜻으로 쓰이게 되었다.

## 개요
상기에 서술한 대로 귀축은 본래의 아귀도와 축생도의 2 도를 가리키는 용어이다. 이 2도는 속신이나 자연신, 그리고 귀신등을 포함 하지만 귀신은 악마로서의 의미도 포함하게 되었다. 그러다 귀·축생의 약어로 쓰이게 되었다.
또한 시간이 흘러 시대가 변하고 문화도 달라지면서 점차 뜻이 바뀌게 되면서 오늘날에 쓰이는 일반적인 용어로서의 의미는 통상적인 사람들의 심성이나 인성등을 넘어서는 잔인하고 반인간적인 행위를 아무런 양심의 가책을 받지 않고 얼마든지 저지를 수 있는 짐승같은 사람을 가리켜 〈귀축〉이라 부르게 되었다.
이런 잔인무도한 행위의 귀축이란 개념을 일반적으로 정착시킨 대표적인 존재로 사드 후작의 작품, 특히 《소돔 120일》을 들 수 있다. 살인·강간·동성애·식인 등 반사회적·반윤리적 행위가 이에 해당된다.
성격 분류 유형의 하나로서, 괴롭힘과 같은 정신적으로도 악영향을 미치는 음산한 행위나, 철저하게 능욕을 주는 행위(노예처럼 이용하는 등)를 아무렇지 않게 하는 사람을 〈귀축〉이라 부르기도 한다. 〈극악인〉(〈극악무도〉를 상징하는 것으로 쓰이기도 한다.)
과거에 일본에서는 태평양 전쟁 중에 미국과 영국을 〈귀축영미〉〈귀축미제〉라 부르며 적개심을 불태운 적도 있다.
위와 비슷한 표현으로는 <귀축법덕(鬼畜法德):프랑스와 독일은 악귀와 짐승 떼거리들로 경멸하는 표현>이 있다.

## 같이 보기
- 귀축 - 1978년 공개된 일본 영화. 마쓰모토 세이초의 소설을 노무라 요시타로 감독이 영화화.
- 귀축 - 마쓰모토 세이초의 1957년 소설, 및 그것을 원작으로 한 2002년 방송 TV 드라마
- 무라사키 햐쿠로-프리라이터. 〈귀축계〉를 1990년대 후반에 표방하여 고미아사리 르포 등의 문장에 썼다.
- 소돔의 도시 - 이탈리아 프랑스 합작의 성인영화